# Ectropis semicana
Ectropis semicana är en fjärilsart som beskrevs av Max Joseph Bastelberger 1907. Ectropis semicana ingår i släktet Ectropis och familjen mätare. Inga underarter finns listade i Catalogue of Life.